# مسعود نظرزاده
مسعود نظرزاده (زاده ۱۰ آوریل ۱۹۸۳) یک بازیکن فوتبال اهل ایران است.